# Мааря Кангро
Мааря Канґро (ест. Maarja Kangro; *20 грудня 1973, Таллінн) — естонська поетеса, новелістка, есеїстка та лібретистка, перекладачка.

## Життєпис
Народилася в Таллінні в родині композитора Raimo Kangro та письменниці Leelo Tungal. Вивчала англійську в Тартуському університеті та здобула PhD з культурних студій в Талліннському університеті. 
Написала кілька лібретто для естонських композиторів, а також переклала з італійської, англійської, німецької й інших мов (зокрема, твори Джакомо Леопарді, Андреа Занзотто, Валеріо Маґреллі, Джорджо Агамбена, Ганса-Магнуса Енценсбергера).

## Обрані роботи

### Книги
- 2006 Kurat õrnal lumel (вірші)
- 2006 Puuviljadraakon (дитяча книга)
- 2007 Tule mu koopasse, mateeria (вірші)
- 2008 Heureka (вірші)
- 2010 Ahvid ja solidaarsus (короткі історії)
- 2010 Kunstiteadlase jõulupuu (вірші)
- 2012 Dantelik auk (короткі історії)
- 2013 Must tomat (вірші)
- 2014 Hüppa tulle (короткі історії та новела)
- 2016 Klaaslaps (новела)
- 2018 Minu auhinnad (нехудожня література)
- 2019 Tuul (вірші)
- 2019 Varietee (вибрані поетичні переклади)
- 2020 Kaks pead (збірка лібретто з післямовою)
- 2020 Isa kõrvad (історії для дітей)

### Книги в перекладі
- 2011 La farfalla dell'irreversibilità[1] (вірші італійською)
- 2012 Обезьяны и солидарность (короткі історії російською)
- 2013 Чёрный помидор (поезія російською)
- 2018 Stikla bērns (новела литовською)
- 2018 Kind aus Glas (новела німецькою)
- 2019 Фруктовый дракон (дитяча книга російською)
- 2020 Stiklo vaikas (новела литовською)

### Лібретто та інші тексти для музики
- 1999 Süda, an opera by Raimo Kangro (з Kirke Kangro)[2]
- 2005 Kaubamaja, опера Tõnis Kaumann[3]
- 2006 Tuleaed та Mu luiged, mu mõtted, опери Tõnu Kõrvits [4]
- 2007 To Define Happiness, мультимедійна робота Gavin Bryars та Peeter Jalakas[5]
- 2008 Monument Muneja-Kukele ehk Kuked ja kanad, кантата Timo Steiner[6]
- 2009 Tartumaa täditütar, опера Tõnis Kaumann
- 2011 Kaks pead, опера Timo Steiner

## Нагороди
- 2006 Премія Естонського літературного центру Найкраща книга року (за книгу Puuviljadraakon)
- 2008 Літературна премія Талліннського університету (за Tule mu koopasse, mateeria)[7]
- 2009 Літературна премія Талліннського університету (за Heureka)
- 2009 Літературна премія Естонського культурного фонду за поезію (вірш Heureka)
- 2011 Літературна премія Естонського культурного фонду за прозу (твір Ahvid ja solidaarsus)
- 2011 Премія Фрідеберта Туґласа за коротку історію (за 48 tundi)
- 2014 Премія Фрідеберта Туґласа за коротку історію (за Atropose Opel Meriva)
- 2016 Літературна премія Талліннського університету за переклад (Hans Magnus Enzensberger's "Der Untergang der Titanic")
- 2016 Erster Rödermarkscher Literaturpreis (за вірш "Der Ex" / "Vana armuke")
- 2020 Літературна премія Талліннського університету за поезію та переклад (за "Tuul" та "Varietee")